# Bohdan Bolzano
Bohdan Bolzano, německy celým jménem Theodor Bolzano von Kronstätt (9. května 1834 Praha – 12. července 1884 Slaný), byl český podnikatel, zakladatel firmy Bolzano, Tedesco a spol. ve Slaném (později ČKD Slaný).

## Život
Otec Ludvík Bolzano von Karstätt (1788–1875) žil v době narození syna Theodora (česky Bohdan, pokřtěn Theodor Wilhelm) v Praze, kde byl obchodníkem. Jeho manželka se jmenovala Karolina, rozená Scharschmidová (1802–1884). Později působil Ludvík Bolzano v Horním Litvínově, kde byl továrním účetním (Fabrikenbuchhalter). V Horním Litvínově se narodili další sourozenci Bohdana Bolzana: Marie (1836–??), Hugo Josef (1837–??), Karolina (1840–??). Dalšími sourozenci byli Ludvík (1822–??), Karel (1824–??), Fridrich (1828–??) Augusta (1824–1907), Henrietta (1825–??) a Johanna (1831–??).
Od roku 1869 byla rodina otce Ludvíka Bolzana policejně hlášena v Praze,

## Rodinný život
Bohdan Bolzano byl ženat s Augustou, rozenou Riessigovou (1836–1907), se kterou měl syny Jindřicha Julia a Fridricha (1870–??). Vdova Augusta Bolzanová je na pražské policejní přihlášce uvedena ještě s dalším synem Ludvíkem (1870–??).

## Dílo

### Firma Bolzano Tedesco
Dílo Bohdana Bolzana je spjato s existencí slánské firmy, která nesla jeho jméno:
- V roce 1873 opustil místo technického ředitele v místní přádelně a odkoupil její část, která se specializovala na údržbu strojního zařízení. Umožnil mu to krach na vídeňské burze téhož roku a následný konkurs firmy. Po spojení se sousedním podnikem Tedesco vznikla firma Bolzano, Tedesco a spol. jejímž společníkem se Bolzano stal od září 1873. Firma obchodovala se stroji a jejich částmi, kotli a plechovým zbožím.[10] Továrna vyráběla zařízení pro cukrovary a doly a spojení jí usnadňovala Pražsko-duchcovská dráha, která byla uvedena do provozu roku 1874. Koncem desetiletí již továrna zaměstnávala zhruba 220 dělníků a 20 úředníků.[11]
- Bohdan Bolzano byl též zdatný technik. Ve své době byl populární jím navržený rošt pro kamna. Umožňoval prohrabávání paliva bez otevírání dvířek parních kotlů a tím mělo docházet k úsporám.[12] Rošt byl oceněn na Světové výstavě ve Vídni 1873.[11]

### Vývoj firmy po smrti Bohdana Bolzana
Po úmrtí Bohdana Bolzana v roce 1884 zachoval nový majitel Max Hirsch jméno firmy Bolzano, Tedesco a spol. a vedl podnik s tichými společníky. Po smrti Maxe Hirsche přešel podnik roku 1898 pod akciovou společnost Breitfeld, Daněk a spol. Firma dále expandovala a v letech 1904–1907 vystavěla novou výrobní halu o ploše 3 000 m2, od roku 1912 začala vyrábět lokomotivy. V roce 1927 zfúzovala s koncernem Českomoravská Kolben.
Ve třicátých letech 20. století, v období krize se stala součástí libeňské strojírny a od 1. 1. 1940 byl název společnosti změněn na Českomoravské strojírny, akciová společnost. Dne 24. října 1945 byl podnik spolu s ostatními jednotkami koncernu ČKD znárodněn. ČKD Slaný prodělalo v letech různé reorganizace a závod se rozšiřoval. Po roce 1990 byla firma rozdělena na více subjektů a část ČKD Slaný a. s. byla prodána norské společnosti Harding. Od roku 2015 je vlastníkem česká společnost Salten s. r. o.
Jméno Bohdana Bolzana nese též firma Bohdan Bolzano, s. r. o se sídlem v Kladně, která obchoduje s hutními materiály.

## Zajímavost
Některé zdroje mylně uvádějí, že slavný matematik Bernard Bolzano (1781–1848) byl strýcem Bohdana Bolzana. Otec Bohdana Bolzana (Ludvík Bolzano) a Bernard Bolzano však nebyli sourozenci.